# Propodit

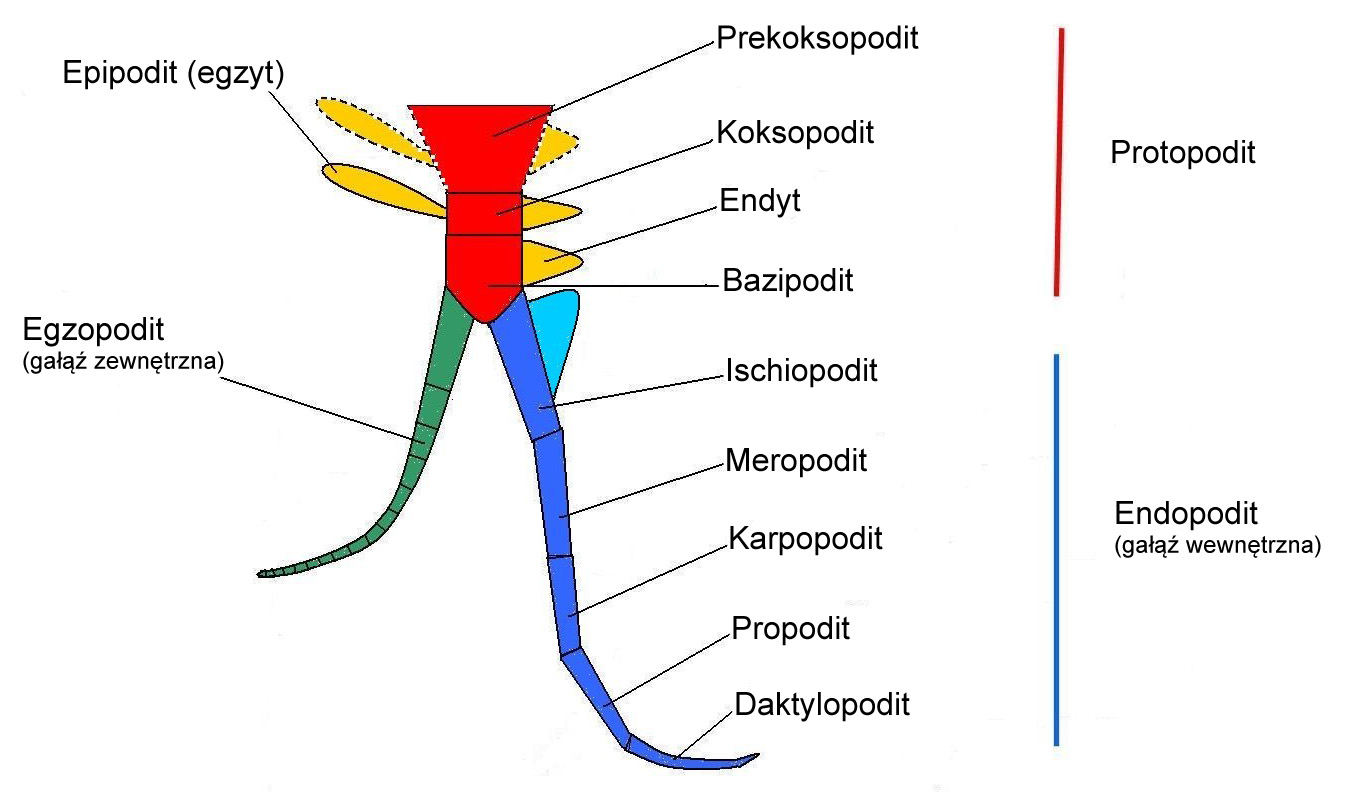
Odnóże dwugałęziste skorupiaka

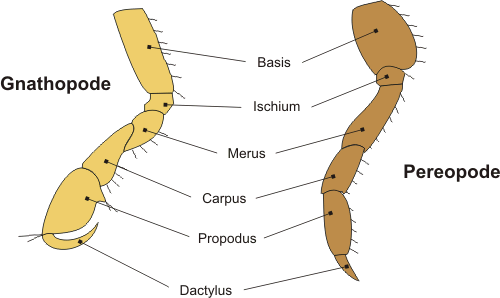
Porównanie gnatopodium i odnóża tułowiowego obunoga. Propodit podpisany jako propodus

Propodit (łac. propus) – przedostatni, licząc od nasady, człon (podomer) endopoditu odnóża skorupiaków. Poprzedzony jest karpopoditem, a za nim znajduje się daktylopodit. Jego odpowiednikiem u innych stawonogów jest stopa.
Z propoditu wychodzącą typowo mięśnie obniżacze i dźwigacze daktylopoditu. W przypadku odnóży chwytnych tworzy wyrostek, który położony jest naprzeciwko daktylopoditu i tworzy wraz z nim szczypce.